# Hesperomiza
Hesperomiza es un género de polillas perteneciente a la familia Geometridae, descrita por primera vez por el entomólogo inglés William Warren en 1897. Tiene deistribución en América del Sur. Es un género bastante aislado, es decir, que consiste en pocas especies relacionadas estructural o filogenéticamente. 

## Especies
| Hesperomiza | \| \| Hesperomiza dusa \| \| \| \| \| \| Hesperomiza jaspidea \| \| \| \| |
|             | \| \| Hesperomiza dusa \| \| \| \| \| \| Hesperomiza jaspidea \| \| \| \| |
|             | Hesperomiza dusa                                                          |
|             |                                                                           |
|             | Hesperomiza jaspidea                                                      |
|             |                                                                           |